# M.H. de Young Memorial Museum
M.H. de Young Memorial Museum, oftast de Young Museum, är ett konstmuseum i San Francisco i Kalifornien, USA.

## Historik
Museet öppnades 1895 som ett tillägg till en internationell utställning i San Francisco 1894. Den inrymdes då i en egyptiserad byggnad, vilken hade varit utställningshall för konst. Denna byggnad skadades allvarligt i 1906 års jordbävning och ersattes 1929 av en museibyggnad i spansk renässansstil. Denna byggnad blev i sin tur skadad i en jordbävning 1989 och ersattes av en ny byggnad som invigdes 2005.
Den nuvarande museibyggnaden, som liksom de tidigare ligger i Golden Gate Park, är ritad av Herzog & de Meuron och Fong & Chan. Byggnaden är klädd i perforerad kopparplåt, avsedd att efter hand oxidera och få en grön ton. Byggnadens främsta kännemärke är ett 44 meter högt vridet torn.
Som en del i en överenskommelse om tillskapandet av Fine Arts Museums of San Francisco 1972, överfördes de Young-museets samling av europeisk konst till California Palace of the Legion of Honor, medan de Young-museet i stället fick tillgång till Legion of Orders antropologiska samling, bland annat centrala latinamerikanska verk från förkolonial tid frånI Teotihuacan och Peru.
de Young Museums har framför allt amerikansk konst från 1600-talet och framåt, internationell samtida konst, textilier och dräkter samt konst från Latinamerika, Stilla havsområdet och Afrika.